# 耶律阿没里
耶律阿没里（？—？），字蒲邻，遥辇氏昭古可汗之四世孙。辽代官员。契丹人。

## 经历
幼聪敏。保宁年间为南院宣徽使。统和初年，萧绰皇太后称制，耶律阿没里与耶律斜轸参预国论，为都统。因征高丽有功，迁北院宣徽使，加政事令。
统和四年（986年）春，宋将曹彬、米信等侵燕地，辽圣宗亲征，阿没里为都监，屡破敌军。统和十二年（994年），盗贼遍地，阿没里立禁捕法，盗始息。
以前，叛逆的家庭中，兄弟不知情者亦连坐。阿没里谏曰：“夫兄弟虽日同胞，赋性各异，一行逆谋，虽不与知，辄坐以法，是刑及无罪也。自今，虽同居兄弟，不知情者免连坐。”太后萧绰嘉奖并采纳其意见，并变为法令。后致仕，不久去世。

## 评价
阿没里性好聚敛，每从征所掠人口，聚而建城，请为丰州，就以家奴阎贵为刺史，时议鄙之。

## 家庭
子耶律贤哥，为左夷离毕。

## 传記資料
- 《辽史》卷79 列传第9